# Beliczey István
Bajczai Beliczey István (Békéscsaba, 1827. március 14. – Békéscsaba, 1902. január 11.) megyei főpénztárnok, országgyűlési képviselő, Békés vármegye főispánja.

## Család származása
A Beliczey család a nemesi címeres oklevelet – armális -  III. Ferdinándtól kapta 1642-ben. A nemesítés érvénybe lépését 1660-ban Pozsony vármegye hirdette ki. György leszármazottai az 1740-es években Békés vármegyébe telepedtek át.

## Élete
István édesapja Beliczey József táblabíró, majd megyei főpénztárnok volt. Birtokai főleg Gerendás-on voltak. Édesanyja Lechner Franciska volt.
Beliczey István két évet Nagyváradon katonai intézményben töltött. Magántanulmányai után 1841-től a Bécsi Politechnikumban tanult közel négy évet. 1847-ben pedig Olaszországban folytatta tanulmányait.
1848-as forradalom hatására visszatért, csatlakozott a márciusi ifjak mozgalmához. A németgyulai nemzetőrség hadnagya lett majd egy önkéntes csapat századosa.
1860 decemberében Békés vármegye főpénztárnokává választották. A közélettől való rövid visszavonulása után 1865-ben újra bekapcsolódott a politikai életbe. Ebben az évben tartották az országgyűlési képviselőválasztást és nagy fölénnyel a Gyula város országgyűlési képviselőjének választották meg.  A parlament akkori ülésszaka 3 éves időtartamot ölelt át, így annak lejárta után Gyula város tanácsának levelet írt, hogy a képviselőséget feladja, és birtokainak igazgatására visszavonult.
A kiegyezés után Gyulán is megalakultak a politikai pártok és az országgyűlési képviselőválasztáson mérték össze erejüket. Két nagy párt versengett egymással, az egyik a Deák-párt, amely jobbpártnak tartották, a másik Egyesült Közjogi Ellenzék pártja, ez pedig balpárt néven vált ismertté. Ennek a pártnak volt a jelöltje Beliczey. Az uralkodó 1869 áprilisában újabb országgyűlést hívott össze és a márciusban megtartott képviselőválasztáson az emberek újra neki és pártjának szavaztak többséget. Ennek az lett a következménye, hogy gróf Wenckheim Frigyes nem költözött be a gyulai kastélyba (Gyulai Wenckheim-Almássy-kastély), hanem Kígyósra költözött és ott épített magának kastélyt.
Másodszori képviselőség után újra visszavonult a politikai és közéleti szerepvállalástól, és  birtokainak igazgatásával foglalkozott. Eredményes gazdálkodást folytatott különösen a dohánytermesztés és nemesítés terén országos hírnévre is szert tett.
Tomcsányi József főispán halála után az uralkodó 1876-ban őt nevezte ki Békés vármegye főispánjává. Fontos szerepet játszott a megye infrastruktúrájának a fejlesztésében. Elindult a megyei utak kövezése. Erőteljesen támogatta a helyi rendeltetésű kisvasútépítések tervét. Ennek eredményeképpen létesült a szarvasi és békési kisvasút. Felismerte a vízszabályozás fontosságát is. Hősies helytállást tanúsított az 1879-1881., és az 1888. évi árvizek idején.
A helyi gazdasági életben is eredményesen tevékenykedett.
Saját kérelmére 1889-ben mentette fel az uralkodó. Elköszönt a politikától is, gerendási birtokán gazdálkodott.
Felesége Konopy Antónia volt. Házasságukból három fiú és három leány született. Beliczey Géza fiát 1913-ban Békéscsaba országgyűlési képviselőjének választották.
Végrendeletében jelentős összeget hagyományozott szülővárosára és Gyula városára is.

## Kitüntetései
- Lipót rend lovagkeresztje (1881)
- Szent István rend kiskeresztje (1897)